# Georg Köhl
Georg Köhl (Norimberga, 19 novembre 1910 – 15 gennaio 1944) è stato un calciatore tedesco, di ruolo portiere.

## Palmarès

### Club

#### Competizioni nazionali
- Campionato tedesco: 1

Norimberga: 1935-1936
- Coppa di Germania: 2

Norimberga: 1935, 1939